# Astrid Berwald
Astrid  Maria Beatrice Berwald, född den 8 september 1886 i Stockholm, död 16 januari 1982, var en svensk pianist och pianopedagog.

## Biografi
Astrid Berwald dotter till Hjalmar Berwald i tyska musiksläkten Berwald utbildade sig i pianospel hos Richard Andersson i Stockholm, för Ernst von Dohnányi vid musikhögskolan och för G. Bertram i Berlin, samt i komposition och kontrapunkt för Ernst Ellberg i Stockholm och Paul Juon i Berlin. 1918 blev hon överlärare vid och var 1935 till 1965 föreståndare för Richard Anderssons musikskola i Stockholm. Tillsammans med Lottie Andreasson och Carin de Frumerie-Luthander bildade hon 1935 Berwaldtrion, som speciellt inriktade sig på Franz Berwalds kammarmusik. Hon framträdde också som solist vid många konserter i Sverige. 
Berwald invaldes som ledamot nr. 609 av Kungliga Musikaliska Akademien den 30 mars 1935. Hennes far var Hjalmar Berwald. Hennes farfar var tonsättaren Franz Berwald.